# Пєрвомайск (Фалештський район)
Пєрвомайск (рум. Pervomaisc) — село у Фалештському районі Молдови. Входить до складу комуни, адміністративним центром якої є село Помпа.

## Населення
За даними перепису населення 2004 року у селі проживали 129 осіб.
Національний склад населення села:
| Національність | Кількість осіб | Відсоток |
| -------------- | -------------- | -------- |
| українці       | 85             | 65,9%    |
| молдавани      | 33             | 25,6%    |
| росіяни        | 9              | 7,0%     |
| поляки         | 2              | 1,6%     |
| Всього         | 129            | 100%     |